# سابق ولاحق
سابق ولاحق (باليابانية: 爆走兄弟レッツ&ゴー!!، وبالإنكليزية: Bakusou Kyodai Let's & Go!!) هو مسلسل رسوم متحركة (أنمي) رياضي يتحدث عن رياضة سباق السيارات الصغيرة، وحلم الأخوين سابق ولاحق في النجاح فيها بعدما أعطاهما صديقهما الدكتور عاقل سيارتين متطورتين اخترعهما بنفسه.
أخذ هذا المسلسل طابعا تجاريا بسبب ترويج قناة سبيس تون له.
لهذا الأنمي جزئان حسب الدبلجة العربية. يتعرف سابق ولاحق في الجزء الأول على أصدقائهما كطير الصاعق وأخيه الصغير وسمية ثم يشكلون فريقا يشارك في البطولة العالمية لسباق السيارات الصغيرة في الجزء الثاني.
بينما الجزء الثالث يتغير فيه الارك ليصبح هناك ولدان جديدان يحبان المنافسة ويدعى الأول بعين والآخر بزين وقد خاضا سباقات المنظة الدولية العالمية وفازا فيها
اما الجزء الرابع فقد انتج وعرض سنة 2010 وقد عادت فيه شخصيات السلسلة السابقة وهو يحكي عن الطفلان عين وزين بعد مضي 3 سنوات وانطلقا في سباقات غرراندم ماجستيورتن الدولية وقد ظهرت عدة شخصيات جديدة وأصبحت رئيسية في المسسلسل مثل جواد وأيضا بعض الشخصيات القديمة التي أصبحت رئيسية في السلسة الأولى والثانية
الجزء الخامس عرض في عام 2014-2015 وتضمن تغير كامل وطابع جديد للمسلسل بالإضافة إلى مزيد من مشاهد الحركة.
المؤلف والمخرج: السلسلتان الرابعة والخامسة ليست من نفس المؤلف والمخرج.

## القصة
الأنمي يحكي عن طفلان يحلمان أن يفوزا بلقب العالم في رياضة السيارات. الأول سابق وهو متهور ومغرور ولكنه طيب جداً وفكاهي أيضاً ولديه حماس كبير، والثاني لاحق وهو محترم ومجتهد ومتواضع.
وقد كانا لاعبان مبتدئان حتى التقيا بالدكتور عاقل وقد كان ذكياً ومصنعاً للسيارات الصغيرة وأعجب بهما فدعاهما إلى تجربة سياراته وأعطى لكل واحد منهما سيارته وقد عدلا على الشكل فأصبح لكل منهما سيارة سباق جديدة، الأولى للاحق واسمها سونيك والثانية لسابق وهي ماغنام.
بعدها يلتقيان بشاب يدعى الصاعق صاحب سيارة نوراي داجا وقاما بسباقه فازت سيارته ثم التقيا بنكش وشخص غني له أخت مزعجة. وبعد ذلك التقوا بالطير وكان يومها عدواً لهم ويكرههم لكنه لاحقاً انضم إليهم وكونوا فريق الاتحاد ثم دخل الفريق في البطولة العالمية وفي آخر سباق استطاع سابق أن يحقق لفريقه الفوز على الفرق الثلاثة الأولى وصار هو الفريق الأفضل عالميا ومحليا.

## الشخصيات
سابق مؤدي الصوت:فدوى سليمان
لاحق مؤدي الصوت:بثينة شيا (في الجزء الأول والجزء الثاني)
لاحق الفتى الذهبي للمسلسل; لاحق) يتميز برقة القلب والطباع وقلبه الكبير واجتماعياته المذهلة تفوق الخيال; عنده قدرة مذهلة على كسب الأصدقاء بعكس أخوه (سابق) الذي يسخر منه الجميع نظرا لخياله الجامح; (لاحق) لديه مهارات وفنون قياديه متعددة ورائعة; وهو يكون مع سيارته (سونيك) ثنائياً مذهلاً يستحيل إيقافه لذا تم تلقيبه هو و (سونيك) بالإعصارالرهيب; يشترك مع (سابق) أحياناً في تنفيذ هجوم المروحية: (لاحق) الفتى الرقيق وهو القائد لفريق فكتوري الياباني; يتميز بعيون حمراء واسعة ورموش طويلة:(لاحق) فتى جذاب المظهر والجوهر ومحبوب أينما تواجد.
الصاعق مؤدية الصوت أمل عمران
رامي مؤدية الصوت أسيمة يوسف
زين  مؤدية الصوت أميرة حذيفي
عين  مؤدية الصوت سمر كوكش
ربيع مؤدية الصوت غير معروف
جواد مؤدية الصوت [غير معروف]
تاسوينت مؤدية الصوت [غير معروف]
ميريام  مؤدية الصوت [خالد مزيوف]
'طربش  مؤدية الصوت عامر الخالدي
نكش مؤدي الصوت: فاطمة سعد
سمية مؤدية الصوت مجد ظاظا
طير مؤدية الصوت مجد ظاظا
عاقل مؤدي الصوت رأفت بازو
كايد مؤدية الصوت أنجي اليوسف
جلجل مؤدي الصوت يحيى الكفري

## الممثلون

### الجزء الأول
- فدوى سليمان - سابق
- بثينة شيا - لاحق
- زياد الرفاعي
- فاطمة سعد - نكش
- رأفت بازو
- مجد ظاظا - سمية، طير
- أمل عمران - الصاعق
- أسيمة يوسف
- لويز عبد الكريم
- أميرة حتيفي
- ديما اسكندر
- رفاه الخطيب
و
- أنجي اليوسف
- يحيى الكفري
- ألماس الكثيري عاقل، جلجل

## وصلات خارجية
- لا بيانات لهذه المقالة على ويكي بيانات تخص الفن
 (بالإنجليزية)

المنتدى الرسمي لسابق ولاحق عربي